# Geschirrtuch

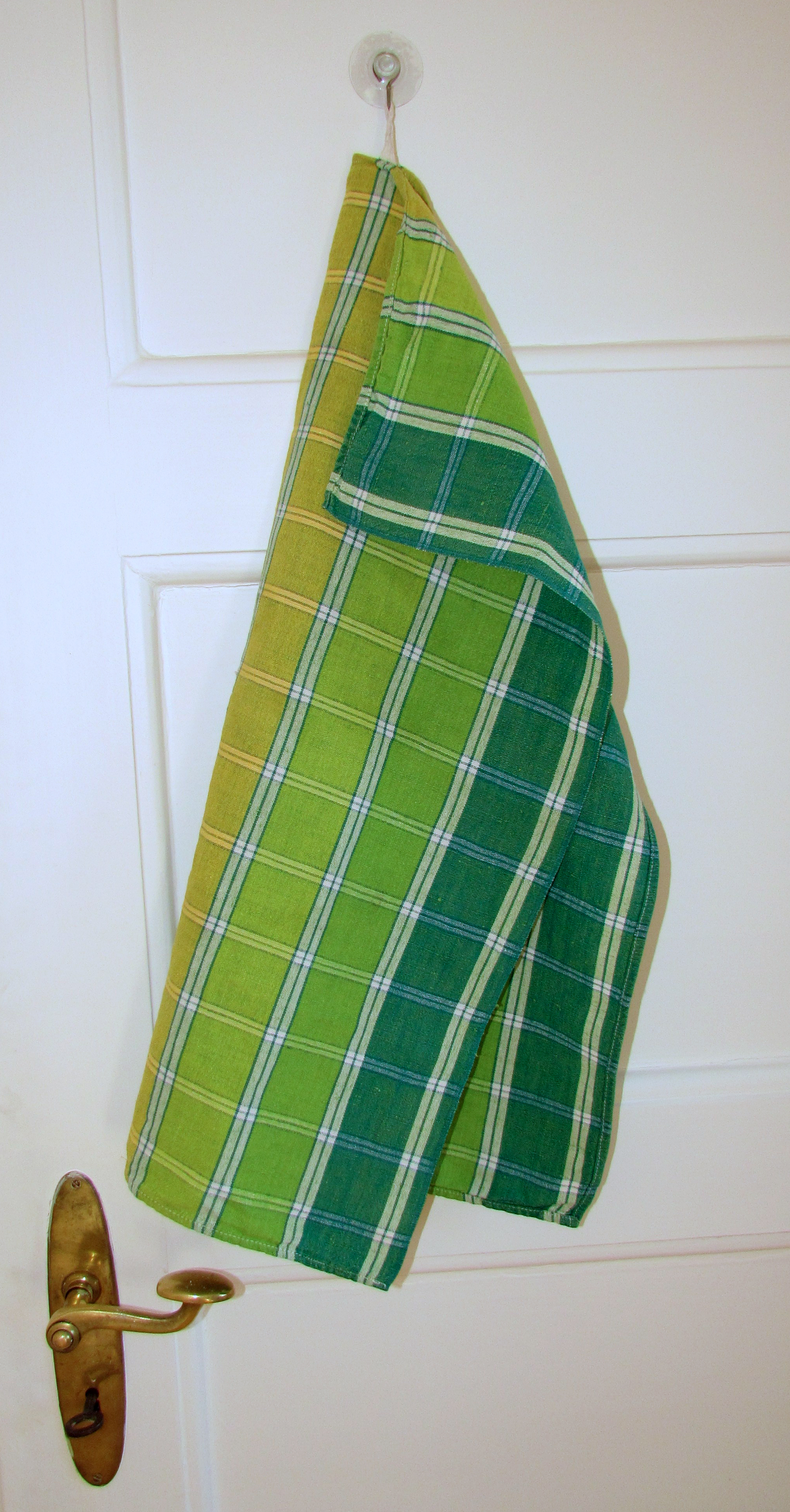
Geschirrtuch an einer Küchentür

Das Geschirrtuch oder Küchentuch ist Teil der Tischwäsche, es wird als Hand-, Teller-, Gläser-, Messer- und Wischtuch im privaten Haushalt oder von den Servicekräften im Gastgewerbe benutzt.
Anders als das Handtuch wird es aus einem deutlich dünneren Baumwoll- oder Leinenstoff gefertigt und dient dem Abtrocknen von frisch gespültem Geschirr und Besteck.
Zum flusenfreien Polieren von Gläsern wird ein Gläserpoliertuch verwendet.
Diese beiden Küchenhelfer sollten strapazierfähig, saugfähig und lange haltbar sein. Bevorzugt werden kochfeste, flusenfreie Stoffe, meist aus Leinen oder Halbleinen (Kettfaden aus Baumwolle, Schussfaden aus Leinen). Gängige Größen sind beim Geschirrtuch 50 cm × 70 cm bis 50 cm × 90 cm, beim Gläserpoliertuch 50 cm × 60 cm bis 50 cm × 80 cm.
Als Servicetuch wird hingegen eine Handserviette bezeichnet.